# Melitaea crassenigra
Melitaea crassenigra är en fjärilsart som beskrevs av Ruggero Verity 1928. Melitaea crassenigra ingår i släktet Melitaea och familjen praktfjärilar. Inga underarter finns listade i Catalogue of Life.